# Palacio de Al-Sakhir
El Palacio de Al-Sakhir también conocido como el Palacio de Sakhir, es un palacio en la región del desierto de Sakhir en Baréin occidental. El palacio se encuentra junto a la autopista Zallaq, al noreste del Circuito Internacional de Baréin, la ciudad de Zallaq y la Universidad del Golfo. Se encuentra al suroeste de Sadad, Shahrakan y Kulaib Dar, la ciudad más cercana al palacio.
Construido en 1870 o 1901 según diversas fuentes, es uno de los edificios más destacados del país.